# Vladimir Plahotniuc

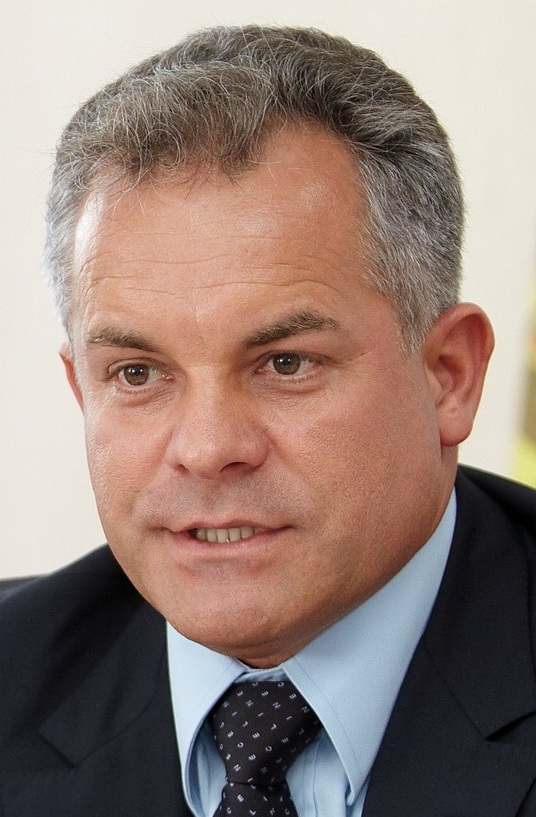
Vladimir Plahotniuc (2011)

Vladimir „Vlad“ Plahotniuc (* 1. Januar 1966 in Pitușca, Moldauische SSR, Sowjetunion) ist ein moldauischer Oligarch und Politiker.
Er galt 2016 als der reichste Mann des Landes und besaß großen Einfluss auf die moldauische Politik und Wirtschaft.
Nach der verlorenen Parlamentswahl im Februar 2019 und einem darauf folgenden Machtwechsel in Moldau verließ er das Land und tauchte unter. Trotz verhängter Visa- und Reisebeschränkungen hält er sich, nach einer Flucht in die USA, derzeit in der Türkei auf, wo ihm im Februar 2021 ein Antrag auf Einbürgerung verwehrt wurde. Im Oktober 2022 verhängten die Vereinigten Staaten Sanktionen gegen ihn, Ilan Șor und mehrere russische Staatsbürger, die sich in die letzte Präsidentschaftswahl einmischten.
Das Regime von Vladimir Plahotniuc galt als zutiefst kriminell. Nicht nur systematische Anlassgesetzgebung, Wahlfälschungen und Behördenwillkür waren an der Tagesordnung, auch praktizierten er und seine Clique Steuerbetrug, Schmuggel, Geldwäsche, Erpressungen sowie, mittels bestellter Gerichtsentscheide, räuberische Übernahmen von Unternehmen. Des Weiteren gab es unter seiner Ägide Entführungen, Vergiftungen von Oppositionspolitikern, Folter in Gefängnissen und ungeklärte Todesfälle von Politikern oder hohen Beamten.
Am 22. Juli 2025 wurde er am Flughafen von Athen bei einem Abflug nach Dubai festgenommen.
Unter falschem Namen hatte er vorher in einer Luxus-Villa in einem Athener Vorort gelebt.
Die Republik Moldau hat inzwischen einen Auslieferungsantrag gestellt, der von den griechischen Behörden noch nicht entschieden ist.

## Leben
Plahotniuc kam als Sohn einer kinderreichen Lehrerfamilie in Pitușca (heute Rajon Călărași) zur Welt, wuchs in Grozești im heutigen Rajon Nisporeni auf und absolvierte dort 1983 das Gymnasium. Daraufhin nahm er ein Ingenieurstudium an der Technischen Universität von Moldau (rumänisch Universitatea Tehnică a Moldovei) in Chișinău auf, das er 1991 mit dem Bachelor für Technologie der Lebensmittelindustrie abschloss. An gleicher Universität wurde er 2002 Master of Business Administration (Verwaltungswirtschaft) und 2006 wurde er an der Universität für Europäische Studien Moldaus Master in Zivilrecht.

### Beruflicher Werdegang
In Chișinău leitete er zwischen 1991 und 1993 eine Organisation zur Prävention und Rehabilitation verwahrloster Jugendlicher. Von 1995 bis 1998 beteiligte er sich an der Gründung der moldauisch-amerikanischen Finanzgruppe Angels, deren Manager er bis 2001 war. Durch seine Nähe zur Politik im Erdöl- und Bankensektor brachte er es nach dem Zusammenbruch der Sowjetunion zu einem beachtlichen Vermögen.
Von 2001 an arbeitete er bei der moldauischen Tochter des rumänischen Erdölkonzerns Petrom, Petrom Moldova als kaufmännischer Direktor. Unter seiner Leitung als Generaldirektor entwickelte er das Unternehmen bis 2010 zum führenden moldauischen Unternehmen für Handel und Import. Außerdem war er zwischen 2006 und Januar 2011 Präsident der Victoriabank, einer führenden Bank in Moldawien. Nach seinem Einstieg in die Politik im Jahr 2010 stieß er seine Besitztümer, darunter einen Medienkomplex, zwar offiziell ab, jedoch übt er, über komplizierte Offshore-Konstrukte, weiterhin Kontrolle über diese aus.
Plahotniuc besaß im Jahr 2016 ein Vermögen von etwa 2 bis 2,5 Milliarden US-Dollar, was etwa einem Drittel des Bruttoinlandsprodukts der Republik Moldau entsprach.

## Politische Tätigkeit

### Aufstieg
Bei der Parlamentswahl in der Republik Moldau 2010 wurde er auf Listenplatz 2 der Demokratischen Partei Moldaus (PDM) ins Moldauische Parlament gewählt. Auf demselben Listenplatz der Partei stehend, wurde er, inzwischen einer der Vize-Parlamentspräsidenten, bei der Parlamentswahl 2014 erneut gewählt. Nachdem das Moldauische Parlament dem Ministerpräsidenten Valeriu Streleț am 29. Oktober 2015 sein Misstrauen ausgesprochen hatte, stürzte das Land im Januar 2016 bei der Suche nach einem Nachfolger Strelețs in eine Verfassungskrise, da Vladimir Plahotniuc als der von der PDM vorgeschlagene Kandidat, vom Präsidenten Nicolae Timofti aus „Gründen der Integrität“ abgelehnt wurde.
Im Juni 2012 wurde Vladimir Plahotniuc erster Vizepräsident der Demokratischen Partei.
Am 15. Februar 2013 haben die parlamentarischen Fraktionen der PKRM und der PLDM, ohne Beschluss des parlamentarischen Ausschusses „Rechtsausschuss Ernennungen und Immunität“ des Parlaments der Republik Moldau, in einem Misstrauensvotum gegen Plahotniuc gestimmt. Als Folge dieses Beschlusses, der durch die Stimmen von 73 der 101 Abgeordneten unterstützt wurde, wurde die Stelle als erster Vizepräsident des Parlaments der Republik Moldau abgeschafft. Seinerseits ermahnte Plahotniuc den Ministerpräsidenten Vlad Filat seinem Beispiel zu folgen. Ende Oktober 2013 verzichtete er auf sein Abgeordnetenmandat. Das Misstrauensvotum war der Grund dafür, dass im Januar 2016 der Präsident der Republik Moldau, Nicolae Timofti, die Kandidatur von Plahotniuc zum Ministerpräsidenten ablehnte, da „Herr Vladimir Plahotniuc nicht für die Stellung als Ministerpräsident qualifiziert“ sei. Zudem erklärte er, dass die Qualifikation zu diesem Posten vorsieht, dass „die Integrität des Kandidaten keine solche Fragen erregen soll“.
Im Dezember 2014 wurde Vladimir Plahotniuc erneut Abgeordneter des moldauischen Parlaments und legte im Juli 2015 das Mandat erneut nieder, „um sich auf die Neugestaltung der Partei zu konzentrieren“.
Am 15. Oktober 2015, am Tag der Aufhebung der parlamentarischen Immunität von Vlad Filat und seiner Verhaftung, verkündete Plahotniuc, dass er vom Posten als Vizepräsident der Demokratischen Partei Moldaus und als Mitglied dieser Partei bis zur Klärung der Ermittlungen hinsichtlich der Banca de Economii a Moldovei zurücktrete, „damit keine Unterstellungen gemacht werden, dass er die Ermittlungen beeinflussen würde, und damit der Ruf der Demokratischen Partei Moldaus nicht beschädigt wird“.
Anfang Mai 2016 erstattete Plahotniuc, in der Funktion der neu geschaffenen Position als Exekutivkoordinator des Regierungskoalitionsrates, einen offiziellen Besuch in Washington.
Auf dem VIII. Kongress der Demokratischen Partei Moldaus vom 24. Dezember 2016 wurde Plahotniuc zum Vorsitzenden der Demokratischen Partei Moldau gewählt.
Im März 2017 wurde Vladimir Plahotniuc zum Vizepräsidenten der Sozialistischen Internationale im Rahmen des XXV. Kongresses dieser Organisation gewählt, der am 2.–4. März in Cartagena, Kolumbien, stattfand.
Am 30. März 2017 stimmte die Mehrheit der Abgeordneten des moldauischen Parlaments unter Führung der Demokraten für den Gesetzentwurf zur Änderung des Grundgesetzes der Republik Moldau hinsichtlich der Aufhebung der Abgeordnetenimmunität, wobei die sozialistischen und kommunistischen Abgeordneten diese Initiative kritisierten.
Im Juli 2017 ersuchte Plahotniuc im Rahmen des Kongresses der Sozialistischen Internationale den Rückzug der russischen Armee aus dem östlichen Teil der Republik Moldau.
Vor der Parlamentswahl im Februar 2019 strengte Russland eine Klage wegen Geldwäsche an – Plahotniuc galt als EU-freundlich und warnte vor Russland.

### Machtverlust in Moldau
Seine Partei verlor bei der Parlamentswahl im Februar 2019 Stimmenanteile und erreichte Platz zwei. Nachdem keine Partei mit Plahotniucs Partei koalieren wollte, wurde am 8. Juni 2019 Maia Sandu von der Partei Aktion und Solidarität vom Parlament der Republik Moldau, gegen den Willen des Verfassungsgerichts und gegen den Widerstand von Plahotniuc, der die Legitimität des Parlaments und der Regierung nicht anerkennen wollte, zur neuen Regierungschefin gewählt.
Nachdem die neue Regierungschefin Maia Sandu Plahotniuc vorgeworfen hatte, sich die Macht aneignen zu wollen und ihm mit rechtlichen Konsequenzen drohte, verließ er am 15. Juni 2019 Moldau.
Am 24. Juni 2019 legte Plahotniuc sein Amt als Vorsitzender der Demokratischen Partei Moldawiens nieder. Laut einer Pressemitteilung des moldawischen Innenministers Andrei Năstase vom 30. August 2019 soll Plahotniuc, dem die Gründung einer kriminellen Vereinigung, Erpressung, Betrug und Geldwäsche vorgeworfen wird, auf die internationale Fahndungsliste gesetzt werden.

### Haltung zum Eingreifen Russlands in die Politik der Republik Moldau
Plahotniuc erklärte mehrmals, dass er beabsichtigte, den Einfluss Russlands auf die Republik Moldau zurückzudrängen, da Russland mehrere Wirtschaftsbereiche in Moldau kontrolliere: Medien, Banksektor, NGOs, Versicherungen und politische Organisationen. Um den Einfluss Russlands in der Region zu minimieren, verabschiedete der Parteivorsitzende zusammen mit der Regierungskoalition mehrere Anti-Propaganda-Gesetze und führte finanzielle Reformen und NGO-Umstrukturierungen laut EU-Direktiven durch.
Die russischen Behörden haben als Reaktion auf die verabschiedeten Gesetze, die den Einfluss Russlands in Moldau reduzieren sollten, Strafverfahren gegen einige moldauische Spitzenpolitiker, inklusive gegen Plahotniuc, eingeleitet, wodurch die diplomatischen Beziehungen zwischen den Ländern weiter verschlechtert wurden. Laut Behörden der Republik Moldau sind diese Aktionen eine Folge der Ermittlungen im sogenannten „Russischen Laundromat“-Dossier. Plahotniuc erklärte, dass die Handlungen der Russischen Föderation „gegenüber meinen Kollegen und mir Akte der bewussten Erpressung und politischen Belästigung … missbräuchlichen und illegalen Verhaltens darstellen, die unser Engagement zwecks demokratischer und pro-europäischer Entwicklung der Republik Moldau nicht stören wird“.
Das Ministerium für Innere Angelegenheiten der Russischen Föderation beschuldigte Vladimir Plahotniuc am 22. Februar 2019 der Geldwäsche. Laut Plahotniucs eigener politischer Partei, der Demokratischen Partei, war dies eine missbräuchliche Einmischung der russischen Seite in die Wahlen in der Republik Moldau. Dieser sogenannte Fall sei von Russen gegen den Vorsitzenden der PDM nur zwei Tage vor den Parlamentswahlen in Moldawien eröffnet worden, was eindeutig ein Missbrauch seitens der Russischen Föderation sei, mit dem sie versuche, das Wahlergebnis in Moldawien zu beeinflussen.
Am 26. Juni 2019, zwei Tage nach dem Rücktritt von Vladimir Plahotniuc als PDM-Vorsitzender, wurde er in der Russischen Föderation beschuldigt, das Drogennetzwerk in besonders großen Mengen in Nordafrika über die Europäische Union in der GUS gehandelt zu haben, einschließlich der Russischen Föderation. Der ehemalige PDM-Führer schrieb, dass dies einige der „Bedrohungen“ an ihn und seine Familie adressiert sind: „Die Russische Föderation hat mehrere Strafverfahren gegen mich. Ich bin mir ihrer genauen Zählung nicht bewusst. Sie würden entweder in Zeiten der Wahlen erscheinen oder wenn die Republik Moldau, die von der Demokratischen Partei regiert wird, Entscheidungen trifft, die nicht nach Moskaus Geschmack waren. All diese Fälle sind Fantasien und Versuche, meinen Namen in Fälle einzubinden, die absolut nichts mit mir zu tun haben. Gerade aus politischen Gründen hat Interpol Dutzende von Russlands Versuchen abgelehnt, meine Freizügigkeit missbräuchlich einzuschränken.“

## Geschäfte
Vladimir Plahotniuc ist ein Geschäftsmann, der Firmen aus dem Erdöl-, Finanzen-, Banken-, Gaststätten-, Medien- und Immobilienbereich verwaltet hat. Im August 2010 schätzte die ukrainische Wirtschaftszeitung Delo das Vermögen von Vladimir Plahotniuc auf 300 Millionen US-Dollar. Das Geld soll aus seiner Tätigkeit an der Viktoriabank und an Petrom Moldova, wo er als Vizevorsitzender des Verwaltungsrates und später als Generaldirektor tätig war, stammen.
Plahotniuc war als Präsident der Viktoriabank, einer der größten Banken der Republik Moldau, bis Januar 2011 tätig. Zwischen 2004 und 2007 war Plahotniuc der nicht offizielle Geschäftspartner der Brüder Viorel und Victor Țopa, mit denen er zusammen die Kontrolle über Viktoriabank und Fernsehkanal Prime TV erzielt hat. Im September 2010 reichten Victor und Viorel Țopa einen Schriftsatz an einer Reihe von nationalen und internationalen Institutionen ein, in dem sie Vladimir Plahotniuc der Koordination von „Heuschrecken-Angriffen“ im Juli–August 2011 auf vier Banken und die Versicherungsgesellschaft ASITO beschuldigten. Der ehemalige Präsident der Viktoriabank, Victor Ţurcan, erklärte später in einem Interview, dass die wahren Gauner im Viktoriabank-Fall die Brüder Victor und Viorel Ţopa seien, und dass sie die öffentliche Meinung durch falsche Aussagen manipulieren. Später wurden gegen jeden der Brüder Țopa Strafverfahren eingeleitet, wonach sie nach Deutschland geflohen sind. Danach beschuldigten sie Plahotniuc der politischen Verfolgung.
Vladimir Plahotniuc ist der alleinige Eigentümer des Unternehmens „Prime Management SRL“, das im September 2010 gegründet und das Erträge in Höhe von 34 Mio. Lei (ca. 7,8 Mio. Euro) seit 2015 erbracht hatte.
Vladimir Plahotniuc gründete zwei weitere Unternehmen: General Media Group Corp und Radio Media Group Inc., die vier Fernsehsender einschließen: Publika TV, Prime TV, Canal 2 und Canal 3, sowie 3 Radiosender: Publika FM, Muz FM und Maestro FM. Später sind zwei Fernsehsender, Canal 2 und Canal 3, die Eigentum von General Media Group Corp waren, ins Eigentum von Telestar Media übergegangen. Der Präsident der Demokratischen Partei hat offiziell im Eigentum zwei Fernsehsender – Prime und Publika TV, sowie zwei Radiosender – Muz FM und Publika FM. Außerdem ist er seit 2016 Anteilseigner der Bauhaus AG in Deutschland.
Vladimir Plahotniuc gründete 2010 „Vlad Plahotniucs Stiftung Edelweiss“, die zur Entwicklung der Gesellschaft durch Durchführung von sozialen, kulturellen und Erziehungsprojekten in der Republik Moldau beitragen soll.
2016 wurde die Stiftung offiziell zu «Vlad Plahotniucs Stiftung „EDELWEISS“» umbenannt.

## Mordversuch
Der ukrainische Innenminister Arsen Awakow berichtete am 7. April 2017 über die Verhinderung des mutmaßlichen Mordes an Vladimir Plahotniuc als Ergebnis einer gemeinsamen internationalen Strafverfolgungsoperation zwischen der Ukraine und der Republik Moldau.
Die Ermittler stellten fest, dass die Täter mit den Sondereinheiten der Russischen Föderation verbunden waren. Am 8. April wurde laut Presseerklärungen der Grenzpolizei der Ukraine der Mordversuch von Personen des Informationsdienstes Russlands koordiniert. Am gleichen Tag wurde in der gemeinsamen Presseerklärung der Polizei und Staatsanwaltschaft der Republik Moldau bestätigt, dass der Mord von zwei moldauischen Bürgern bestellt wurde. Einige politische Analysten des oppositionellen Fernsehsenders Jurnal TV meinten, dass diese Ereignisse Teil eines Hybridkrieg seien. Am 27. April 2017 erklärten die moldauischen Staatsanwälte während einer Pressekonferenz, dass Grigore Caramalac (auch Karamalak; alias „Bulgaru“) zu den Personen zählt, die den Mord an Vladimir Plahotniuc bestellt hatten. Der zweite Verdächtigte sei ein Häftling aus einem Gefängnis der Republik Moldau. Sechs des Mordversuchs an Vladimir Plahotniuc Angeklagte wurden vom Gericht verurteilt.

## Kritik
Plahotniuc, so Igor Munteanu, Leiter der Denkfabrik Die Zukunft in Chișinău, nutzt seine Position, „um sich Einfluss im Staat zu sichern und Ressourcen anzuzapfen, um sich ein Imperium aufzubauen“.
Der Oppositionspolitiker Andrei Năstase bezeichnete die Demokratische Partei Moldaus (PDM) im Februar 2019 als „[e]ine kriminelle Gruppe, die das Land regiert und sich Demokratische Partei nennt“ und „in allem allein die Interessen ihres Vorsitzenden, des Oligarchen Vladimir Plahotniuc“ vertrete. Seiner Aussage nach, die auch von weiteren Kennern der moldauischen Innenpolitik geteilt wurde, war Moldau inzwischen ein captured state, ein gekaperter Staat, geworden, den Plahotniuc zu seinem Unternehmen gemacht habe und diesen, gemeinsam mit seiner Entourage, auf dem Gebiet der Politik, dem Energiesektor, der Wirtschaft, der Justiz und der Medien kontrollierte.

## Privatleben
Vladimir Plahotniuc ist verheiratet und hat zwei Söhne.

## Doppelidentität
Anfang 2011, kurz nach seiner Wahl ins Parlament, entdeckte die Zeitung Adevărul, dass Plahotniuc auch die rumänische Staatsangehörigkeit unter dem Namen Vlad Ulinici besitze. Er erklärte diese Tatsache dadurch, dass er seine Kinder schützen wolle, damit diese während der Studienzeit in Rumänien nicht diskriminiert werden. Später verkündete er, dass er um die Änderung des Namens auf Plahotniuc auch in den rumänischen Akten ersucht habe. Für die Verwendung von falschen Personalangaben konnte er strafrechtlich verfolgt werden, drei Jahre nachdem die Zeitung Adevărul Moldova die Doppelidentität von Ulinici/Plahotniuc aufgedeckt hat. Der Staatsanwalt stellte das Verfahren ein, weil dieses Verbrechen, das in Rumänien strafrechtlich verfolgt wird, durch das Strafrecht der Republik Moldau nicht vorgesehen ist.

## Auszeichnungen
Am 29. August 2007 wurde Vladimir Plahotniuc vom Präsidenten der Republik Moldau Vladimir Voronin der Orden „Gloria Muncii“ für „den Beitrag zum Umbau des Klosters Curchi und besondere Verdienste in der Aufbewahrung und Verbreitung des historisch-kulturellen Erbes“ verliehen.
Am 24. Juli 2014 hat ihm Präsident Nicolae Timofti den Orden der Republik „für maßgebliche Beiträge zur Verwirklichung des wichtigsten außenpolitischen Ziels der Republik Moldau – Assoziierung und wirtschaftliche Integration in die Europäische Union“ verliehen.